# Barrage de Kajbar
Le barrage de Kajbar est un projet de complexe hydroélectrique du gouvernement soudanais dans la région éponyme de Kajbar située dans l'État du Nord, au niveau de la troisième cataracte du Nil. Lancé en 2004, ce projet fait l'objet de protestations de la part des habitants de la région dont les manifestations sont réprimées par les autorités.
En août 2021, le premier ministre du Soudan, Abdalla Hamdock, a annulé la construction des barrages de Kajbar et de Dal. Cette décision fait suit à une longue opposition des populations des régions potentiellement inondées par le barrage.